# Triclisia lanceolata
Triclisia lanceolata és una espècie de planta de la família de les menispermàcies. Es troba al Camerun i a la República Democràtica del Congo. Habita els boscos de terres baixes humits tropicals o subtropicals i els boscos montans humits tropicals o subtropicals. Està amenaçada per la destrucció de l'hàbitat.